# Coryphospingus
Coryphospingus – rodzaj ptaków z rodziny tanagrowatych (Thraupidae).

## Występowanie
Rodzaj obejmuje gatunki występujące w Ameryce Południowej.

## Morfologia
Długość ciała 13,5 cm, masa ciała 11–18 g.

## Systematyka

### Etymologia
Greckie κορυφη koruphē – „korona z głowy” < κορυς korus, κορυθος koruthos – „hełm”; σπιγγος spingos – „zięba” < σπιζω spizō – „ćwierkać”.

### Gatunek typowy
Fringilla cristata Gmelin = Fringilla cucullata Müller

### Podział systematyczny
Do rodzaju należą następujące gatunki:
- Coryphospingus pileatus (zu Wied-Neuwied, 1821) – krasnoczubek siwy
- Coryphospingus cucullatus (Statius Muller, 1776) – krasnoczubek ognisty